# Marcelo Daniel Colombo

Wappen von Marcelo Daniel Colombo als Erzbischof von Mendoza

Marcelo Daniel Colombo (* 27. März 1961 in Buenos Aires, Argentinien) ist ein argentinischer Geistlicher und römisch-katholischer Erzbischof von Mendoza.

## Leben
Marcelo Daniel Colombo trat 1982 ins Priesterseminar von Quilmes ein und empfing am 16. Dezember 1988 das Sakrament der Priesterweihe. 1994 erwarb er ein Doktorat in Kanonischem Recht. Für das Bistum Quilmes war Colombo bischöflicher Delegat an der Katholischen Universität von La Plata.
Am 8. Mai 2009 ernannte ihn Papst Benedikt XVI. zum Bischof von Orán. Der Bischof von Quilmes, Luis Teodorico Stöckler, spendete ihm am 8. August desselben Jahres die Bischofsweihe; Mitkonsekratoren waren der Erzbischof von Salta, Mario Antonio Cargnello, und der Bischof von Lomas de Zamora, Jorge Rubén Lugones SJ. Die Amtseinführung erfolgte am 22. August 2009.
Am 9. Juli 2013 ernannte ihn Papst Franziskus zum Bischof von La Rioja. 2017 wurde er Vizepräsident der Argentinischen Bischofskonferenz. Am 22. Mai 2018 ernannte ihn der Papst zum Erzbischof von Mendoza. Die Amtseinführung fand am 11. August desselben Jahres statt. Im November 2024 wurde Colombo für eine dreijährige Amtszeit zum neuen Vorsitzenden der Argentinischen Bischofskonferenz gewählt.